# MDR Sachsenspiegel
Der MDR Sachsenspiegel (Eigenschreibweise MDR SACHSENSPIEGEL) ist eines der drei regionalen Nachrichtenmagazine des MDR Fernsehens.
Die Sendung wird seit Januar 1992 im Rahmen des MDR-Abendprogramms zwischen 19:00 und 19:30 Uhr im Sendegebiet des Freistaates Sachsen ausgestrahlt. In den ersten Sendejahren gab es den Sachsenspiegel nur von Montag bis Sonnabend, seit 1997 sonntags. Der Sachsenspiegel bringt täglich aktuelle Informationen aus dem Sendegebiet zu Themen der Politik, Wirtschaft, Sport, Wissenschaft und Kultur. Das Magazin gliedert sich in etwa drei bis vier Hauptthemen sowie einen Nachrichtenüberblick. Der Sport hat in der Sendung einen eigenen Block, der kurz vor dem Wetter im Programm platziert wird.
Einen gleichnamigen Vorläufer hatte der Sachsenspiegel bereits im Hörfunkprogramm des Senders Dresden (Anfang der 1960er-Jahre montags bis freitags von 17:45 bis 18:00 Uhr; zuvor Der Sachsenrundblick). Im 2. Programm des Fernsehens der DDR wurde erstmals 1988 bis 1991 zwischen 18:45 Uhr und 19:00 Uhr Bei uns in Sachsen ausgestrahlt.
Produziert wird die Sendung in der Landeshauptstadt Dresden im Landesfunkhaus Sachsen. Seit dem 21. Juli 2008 wird die Sendung komplett in einem virtuellen Studio hergestellt. Die Installation der dafür erforderlichen Tracking- und Rendertechnik sowie die Erstellung der virtuellen Studiowelt erforderte eine fast einjährige Vorbereitung.

## Moderation

### Aktuelle Moderatoren
- Andreas F. Rook (seit 1992)
- Anja Koebel (seit 1997)
- Gesine Schöps (seit 2019)
- Susann Blum (seit 2023)
- Julian Mengler (seit 2023)

### Ehemalige Moderatoren
- Uta Georgi (2007–2013)
- Daniel Johé (bis 2020)[4]
- Tino Böttcher (2013–2023)
- Almut Rudel
- Anna Funck
- Beate Werner
- Madeleine Wehle
- Ramon Mirfendereski
- Ines Klein (Außenreporterin)
- Frank Thomas
- Andreas Berger
- Oliver Nix
- Wolf-Dieter Jacobi
- Uta Deckow

### Aktuelle Sportmoderatoren
- Almut Rudel
- Marc Huster
- Andreas Friebel (seit 2020)
- Anna-Sophie Aßmann (seit 2023)

### Ehemalige Sportmoderatoren
- René Kindermann (2001–2008)
- Janine Steeger (2007–2008)
- Tino Böttcher (bis 2013)
- Sven Böttger (bis 2020)

### Aktuelle Meteorologen
- Susanne Langhans (seit 2005)
- Stephanie Meißner
- Maira Rothe (seit 2010)

### Ehemalige Meteorologen
- Duy Tran (bis 2020)
- Nicole Michala

## Ausstrahlung
Der MDR Sachsenspiegel wird täglich zwischen 19 Uhr und 19:30 Uhr Regionalprogramm MDR Sachsen ausgestrahlt. Außerdem wird die Sendung im Nachtprogramm des MDR-Fernsehens und auf Tagesschau24 wiederholt.

## Empfang
Zu empfangen ist der MDR Sachsenspiegel über folgende Systeme: DVB-T, im Internet über Zattoo und analog im Kabelnetz, digital im Kabelnetz und DVB-S. Der Sachsenspiegel wird über DVB-S über den Regionalkanal MDR Sachsen übertragen. Auch ein Livestream kann über die Webseite des MDR-Sachsenspiegels angeschaut werden.